# 佩爾·范特臣
佩爾·范特臣（丹麥語：Per Frandsen，1971年3月13日—）是一名前丹麥足球運動員，司職中場，現任教丹麥球會HB克厄。范特臣曾先後效力英格蘭球會保頓共七個球季。他代表國家隊參與了1992年奧運會及1998年世界盃。

## 國家隊生涯
范特臣於1990年5月30日首度代表丹麥國家隊，友賽作客德國。
1998年世界盃，范特臣分別於對沙特阿拉伯的分組賽和對尼日利亞的十六強賽事後備入替上陣。

## 榮譽
球員時代:
哥本哈根
- 丹麥盃冠軍: 1995

保頓 
- 英格蘭甲組足球聯賽 (第二級)冠軍: 1996-97

## 外部連結
- 丹麥國家隊 范特臣檔案 （页面存档备份，存于）